# المیرا آنتونیان
المیرا آنتونیان (انگلیسی: Elmira Antonyan؛ زادهٔ ۲۸ ژوئن ۱۹۵۵ در ایروان) ورزشکار تنیس روی میز اهل ارمنستان است. وی در مسابقات کشوری و بین‌المللی در مجموع برندهٔ ۱ مدال نقره، ۱ مدال برنز شده‌است. خواهر وی نارینه آنتونیان نیز ورزشکار تنیس روی میز می‌باشد.